# Bia Melo
Bia Melo é cantora sueco-brasileira, nascida no Rio de Janeiro, professora de canto e pesquisadora.
Formada em Música pela Universidade Federal do Estado do Rio de Janeiro (Unirio), tem em seu currículo a formação internacional em canto, jazz e performance na Örebro Universitet na Suécia, onde realizou inúmeros concertos, projetos e gravações.
Ao longo de sua carreira, se apresentou em eventos por todo o Brasil, sendo o maior deles o Reveillon da praia de Copacabana em 2006, para mais de um milhão de pessoas.
No Brasil, em 2013, apresentou o show ‘Poemas de Bambas’ do Quintas no BNDES em que cantou poesias de Ferreira Gullar e Salgado Maranhão, sendo entrevistada pela apresentadora Leda Nagle no programa Sem Censura da TV Brasil e tendo destaque também no Jornal O Globo, com um show inovador que lotou o auditório do local.
Além disso, no ano de 2014 apresentou a primeira pesquisa acadêmica do Brasil, em português, que trata sobre o Sistema Educacional na Suécia (com foco na educação musical), concluindo assim o curso de graduação em Musica da Unirio.
Neste mesmo ano, ainda no Brasil, se apresentou no histórico Beco das Garrafas em Copacabana, misturando o melhor do jazz e da música tradicional sueca com a apreciada música brasileira.
De volta a Estocolmo em 2015, a cantora reúne músicos suecos com experiência em musica brasileira para fazer seus shows e se apresentou no Brazilian Day 2015 organizado pela Embaixada do Brasil na Suecia!
Em 2016, se apresentou com diferentes grupos em diversas ocasiões na Suécia, onde reside atualmente. 
Em 2017, a cantora grava o seu primeiro single em português e sueco, com o músico brasileiro radicado na Estonia, Braz Lima. Trata-se da canção Caminhos de Sol, do poeta Salgado Maranhão e Herman Torres, reescrito em sueco pela própria cantora. 
Em janeiro de 2018 esse single é lançado e  já está disponível em todas as plataformas digitais.
Ainda no ano de 2018, se reúne com o músico e violonista sueco Samuel Edvardsson e juntos criam o show "Este Amor Uma canção - Denna Sång om Kärleken, um show em homenagem aos 60 anos da bossa nova com clássicos da música brasileira cantados em sueco e português.
Juntos estreiam esse show em Norrköping na Suécia e depois apresentam esse show no Rio de Janeiro, no lendário Beco das Garrafas em Copacabana e também fazem um ensaio aberto no Casarti, um dos principais centros culturais da cena independente do Rio de Janeiro, em Cordovil.

Em 2019, a cantora se prepara para o lançamento do EP em homenagem ao Johnny Alf , músico que completaria 90 anos em 2019 se ainda estivesse entre nós. Johnny Alf semeou na cabeça de Tom Jobim e Joao Gilberto o que viria a se tornar a bossa nova internacional. Em breve, em todas as plataformas digitais! Com arranjos de Roberto Menescal e Nelson Faria! Gravado na Suécia! Aguardem! 

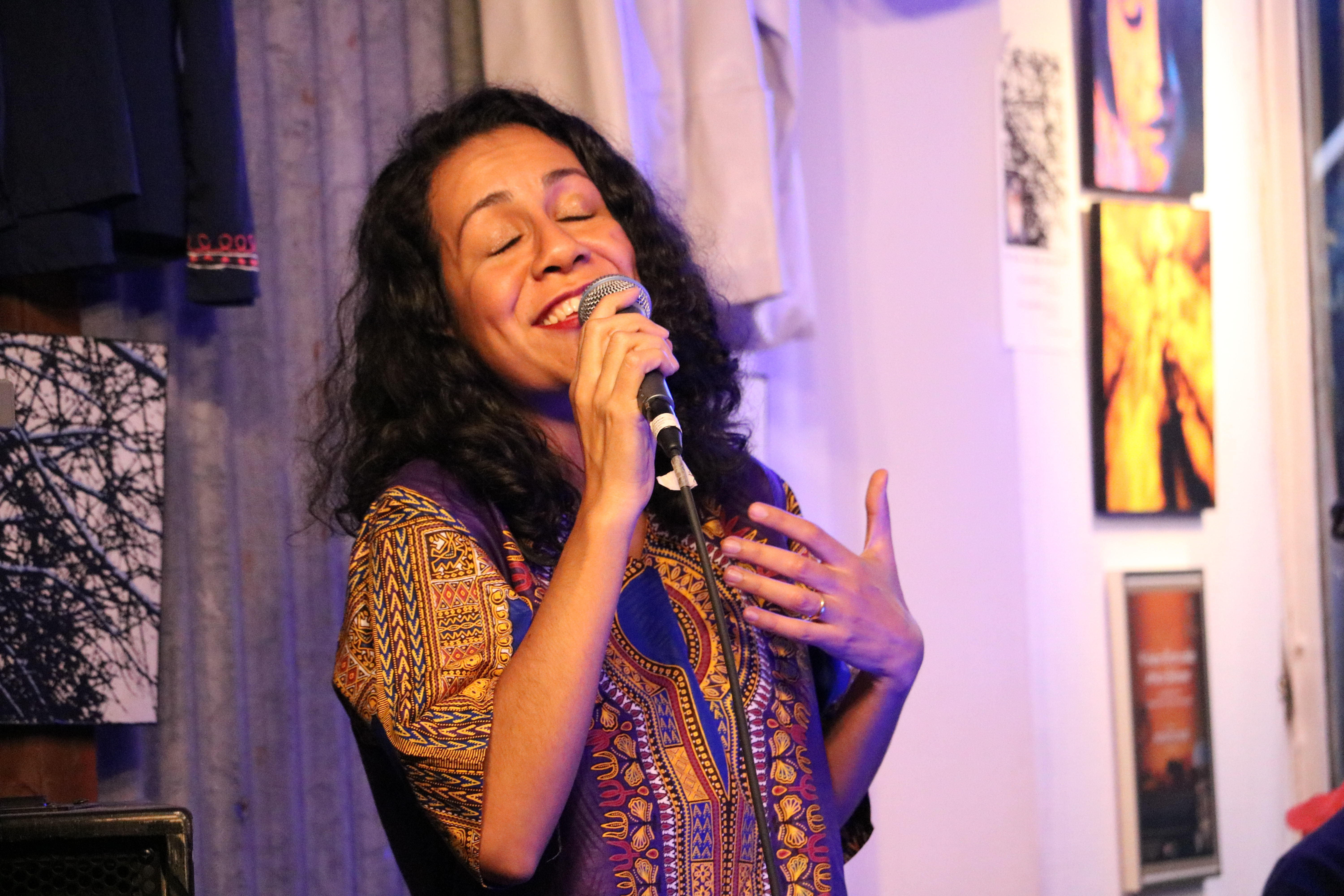
Bia Melo, Sweden 2016.
Foto: Björn Ring.

Bia Melo é uma cantora e compositora de música popular brasileira.
Veja aqui: https://www.facebook.com/biameloficial/